# ジャーマン・ブロークンヘアード・ポインター
ジャーマン・ブロークンヘアード・ポインター（英：German Broken-haired Pointer）は、ドイツ原産のポインター犬種の一つである。ドイツ名はドイチャー・シュティッヒェルハーリガー・フォルシュテフンド（英：Deutscher Stichelhaariger Vorstehund）。

## 概要
本種はジャーマン・ラフヘアード・ポインター（英：German Rough-haired Pointer）とも呼ばれるが、本項ではジャーマン・ワイアーヘアード・ポインターとジャーマン・ロングヘアード・ポインターなどとの混同・混乱を避けるなどの理由により、FCI公認名の「ラフヘアード」ではなく、一般的な「ブロークンヘアード」の名を用いて解説を行なう。
「ラフヘアード」という毛質名は本来「硬く短めの剛毛」を意味するものであるが、場合によっては「硬く長い剛毛」を指していたり、「やわらかい長毛」を意味していることもある（例：ラフ・コリーなど）ため、人によって「ラフヘアード」の捉え方があいまいになってしまっている。
「ブロークンヘアード」及び「シュティッヒェルハーリガー」は、「とげとげした被毛」を意味している。

## 歴史
ジャーマン・ポインター種の中では最も古い犬種で、1539年には既に犬種として存在していたことを記す文献の記述が存在する。グリフォン種（剛毛の猟犬種）の犬やオールド・ジャーマン・シェパード・ドッグなどを交配させて作出されたもので、19世紀の中ごろにはジャーマン・ワイアーヘアード・ポインターの作出に際し、そのベースとして用いられた。
他のジャーマン・ポインター種と同じく、獲物のにおいを追跡してポイントを行い、それをもとに主人が撃ち倒したら、撃たれた獲物を回収して持ってくるのが本種の仕事である。
昔がたきの犬種であったため、次々と誕生した他のジャーマン・ポインター犬種に人気を奪われて希少化してしまった。FCIには公認犬種として登録されているが、いまだにその頭数は非常に少なく、絶滅が危惧されている。ほぼ全ての個体がドイツ国内で飼育されていて、ドッグショーでも中々見ることが出来ない珍しい犬種である。

## 特徴
その姿はワイアーヘアードによく似るが、多くの点でそれとは異なる特徴を持っているため、別の犬種であるといえる。まず、頭部の幅はそれよりも広く、頭のサイズも大きめである。首は太く、胴は長めで、脚はやや短い。この他体高もそれより高く、性格も異なっている。コートは硬くとげとげした短いワイアーコートで、顎鬚・口髭や眉毛、胸部の毛は他の部分よりも長い。毛色はレバーの単色、レバー・アンド・ホワイトやレバーローンの地のレバーの斑が入ったものの他、チョコ単色、チョコ・アンド・ホワイトやチョコローンの地のチョコの斑が入ったものなどもある。筋肉質のややがっしりとした体格で、目は小さめ。耳は垂れ耳で、尾は先細りの飾り毛の無い垂れ尾だが、半分の長さに断尾されることもある。体高は雄60〜70cm、雌58〜68cmで体重は雌雄共に25〜35kgの大型犬。性格は穏やかで冷静だが、猟の際には勇猛果敢になる。しつけの飲み込みや状況判断力は普通である。硬いコートが雨や茨から身を守り、又泳ぐことも得意であるため、どのような場所でもポイントやレトリーブを行なうことが出来る。運動量は非常に多い。